# ¿Puedo hablar!
¿Puedo hablar! fue un pódcast creado y presentado por Beatriz Cepeda (aka Perra de Satán) y Enrique Aparicio (aka Esnórquel) entre 2019 y 2024. Producido de forma autogestionada, a través del humor trataron temas como la salud mental, la gordofobia, los trastornos de la conducta alimentaria o la diversidad sexual.

## Historia
Con el lema “Ven por el chascarrillo, quédate por los traumas”, ¿Puedo hablar! empezó a emitirse en 2019. Los primeros siete capítulos se colgaron en diferentes plataformas de pódcast el 30 de julio de ese año y el último se emitió el 26 de junio de 2024, tras seis temporadas. La duración de cada episodio era de unos 80 minutos y la frecuencia generalmente semanal.
Algunos episodios fueron grabados en directo, como el celebrado en la Academia de las Artes y las Ciencias Cinematográficas de España en Madrid en marzo del 2024 o con los que cerraron la última temporada y que con el título de “Pudimos hablar”, se realizaron en Valencia, Barcelona y en el Teatro La Latina de Madrid a lo largo del mes de junio de ese mismo año.
En paralelo al pódcast, en enero de 2021 lanzaron un show en directo llamado ¿Puedo hablar! XXL. Tiempo después, plantearon el espectáculo teatral Mal de la olla: Ansiedad, depresión y otros traumas del montón, que estrenaron en Bilbao en septiembre de 2022.
En enero de 2023 publicaron el libro ¿Puedo hablar de mi salud mental! con el que, partiendo de su experiencia personal, trataban de romper tabúes y tratar con naturalidad cuestiones como la ansiedad, la depresión, el suicidio o los trastornos de la conducta alimentaria.
En palabras de Cepeda, el libro:

“Es nuestra autiobiografía a través de nuestra salud mental. No te contamos nuestra vida porque no somos tan famosas, pero sí te cómo hubo un antes y un después desde que fuimos a terapia”.

En la misma línea señala Aparicio:

“Cuando hemos tenido que explicar a una amiga que necesita ir a terapia, nunca es cuestión de coger a nadie por la solapa y decirle que necesita ir al psicológo. Lo que necesitas es contarle tu caso: ‘A mí me pasaba esto, fui a terapia, aprendí esto otro’. Y eso es nuestro libro. El que hubiéramos necesitado”.

## Episodios
| Temporada | Temporada         | Episodios | Emisión original         | Emisión original      |
| Temporada | Temporada         | Episodios | Primera emisión          | Última emisión        |
| --------- | ----------------- | --------- | ------------------------ | --------------------- |
|           | Primera temporada | 20        | 30 de julio de 2019      | 24 de febrero de 2020 |
|           | Segunda temporada | 17        | 16 de marzo de 2020      | 30 de julio de 2020   |
|           | Tercera temporada | 43        | 29 de septiembre de 2020 | 7 de julio de 2021    |
|           | Cuarta temporada  | 47        | 8 de septiembre de 2021  | 20 de julio de 2022   |
|           | Quinta temporada  | 43        | 7 de septiembre de 2022  | 12 de julio de 2023   |
|           | Sexta temporada   | 41        | 13 de septiembre de 2023 | 26 de junio de 2024   |

## Reconocimientos
En 2023, ¿Puedo hablar! recibió el Premio Triángulo Comunicación de COGAM, por el abordaje de los temas LGTBIQA+ en múltiples campos tratados en el pódcast.